# Langete
Langete är ett vattendrag i Schweiz. Det ligger i den centrala delen av landet, 40 km nordost om huvudstaden Bern.
I omgivningarna runt Langete växer i huvudsak blandskog. Runt Langete är det ganska tätbefolkat, med 108 invånare per kvadratkilometer.